# Cathetostemma
Cathetostemma là chi thực vật có hoa trong họ Apocynaceae.
Chi này hiện tại được coi là một phần của chi Marsdenia.

## Các loài
- Cathetostemma laurifolium (Decne.) Blume, 1849 = Marsdenia laurifolia (Decne.) Kloppenb., 2017